# Лашкевич, Василий Андреевич
Василий Андреевич Лашкевич (17 февраля 1927 — 6 октября 2018) — советский и российский учёный в области молекулярной биологии вирусов, академик РАМН (14.02.1997), академик РАН (30.09.2013).

## Биография
Родился 17 февраля 1927 года в городе Корма Гомельской области Белорусской ССР.
Окончил 1-й Московский медицинский институт (1952).
Работал в Институте полиомиелита и вирусных энцефалитов (ИПВЭ) им. М. П. Чумакова РАМН со дня его основания в 1955 году: зав. лабораторией, заместитель директора по научной работе, в последнее время — главный научный сотрудник.
Доктор медицинских наук.
Член-корреспондент РАМН с 11.12.1986, академик РАМН с 14.02.1997, академик РАН c 30.09.2013, член Отделения — Отделение медицинских наук РАН (секция профилактической медицины).
Автор 290 научных работ, в том числе единственной в своей отрасли монографии «Научные основы производства полиомиелитных вакцин».
Награждён орденом Дружбы.
Скончался 6 октября 2018 года. Похоронен в Москве на Анкудиновском кладбище.